# Sóc bay đen trắng
Sóc bay đen trắng, tên khoa học Hylopetes alboniger là một loài động vật có vú trong họ Sóc, bộ Gặm nhấm. Loài này được Hodgson mô tả năm 1836. Chúng được tìm thấy ở Ấn Độ, Bangladesh, Bhutan, Campuchia, Lào, Myanmar, Nepal, Thái Lan, Trung Quốc và Việt Nam. Sóc bay đen trắnng đang đứng trên nguy cơ tuyệt chủng, có rất nhiều trang mua bán những con sóc này vì nó trông rất dễ thương!